# The Heart of Midlothian
The Heart of Midlothian è un film muto del 1914 diretto da Frank Wilson.

## Trama
La figlia di un fattore ha un figlio con un fuorilegge. Quando il bambino viene rapito dalla figlia pazza della levatrice, lei verrà ingiustamente condannata per infanticidio.

## Produzione
Il film fu prodotto dalla Hepworth.

## Distribuzione
Distribuito dalla Renters, il film uscì nelle sale cinematografiche britanniche nell'aprile 1914. Poco dopo, l'11 maggio, fu presentato anche negli Stati Uniti dalla Hepworth-American.
Fu distrutto nel 1924 dallo stesso produttore, Cecil M. Hepworth. Fallito, in gravissime difficoltà finanziarie, Hepworth pensò in questo modo di poter almeno recuperare il nitrato d'argento della pellicola.